# Liste der Bodendenkmale in Gartow
In der Liste der Bodendenkmale in Gartow sind alle Bodendenkmale der niedersächsischen Gemeinde Gartow aufgelistet. Die Quelle ist der Denkmalatlas Niedersachsen. Der Stand der Liste ist der 28. Juni 2024.

## Allgemein
In den Spalten finden sich folgende Informationen des Bodendenkmales :
- Lage        : geographische Koordinaten
- Bezeichnung : Bezeichnung lt. Denkmalatlas
- Beschreibung: Beschreibung lt. Denkmalatlas
- ID          : Objekt-ID
- Bild        : Bild, ggf. zusätzlich mit Link zu weiteren Fotos im Medienarchiv Wikimedia Commons.

## Gartow
| Lage                        | Bezeichnung         | Beschreibung | ID                              | Bild |
| --------------------------- | ------------------- | --- | ------------------------------- | ---- |
| 53° 3′ 14″ N, 11° 29′ 23″ O | Gartow 1, Deich     | Alter Elbdeich, der seine Fortsetzung in den Gemarkungen Holtorf (FStNr. 12) im Osten und Pevestorf (FStNr. 47) im Westen hatte. Länge in der Gemarkung Gartow ca. 3 km. Abgesehen von kaum erkennbaren Resten von bis zu 0,6 m H. bei Elbholz ist nur noch ein ca. 300 m langes Teilstück (1) mit ca. 20 m Br. und ca. 3,5 m H. im Bereich des Bracks erhalten. Ansonsten ist der alte Deich insgesamt abgetragen; auch unter der heutigen, modernisierten Deichlinie sind keine Altdeich-Reste mehr erhalten. | 37038525/1/-/ 28906375 37038525 | BW   |
| 53° 3′ 18″ N, 11° 28′ 53″ O | Gartow 2, Ringwall  | Ringwall von 42–45 m Innendurchmesser. Die Wallbasis besitzt eine Breite von 14 m, die Höhe beträgt noch 2 m. Im Profil ist der Wall trapezförmig mit abgerundeten Ecken. Nach den Grabungsergebnissen handelte es ursprünglich um einen 6–8 m breiten Wall von etwa 5 m Höhe aus einer Holz-Erde-Konstruktion. Der vorgelagerte Graben war 10–12 m breit und 2 m tief. Da er bis ins Grundwasser reichte, führte er wohl Wasser. Der Wallaufbau erfolgte in typisch slawischer Bauweise aus 2–3 hintereinander gestellten, lehmverfüllten Holzkästen mit Sandabdeckung. Die Bebauung befand sich wohl größtenteils an der Innenseite des Walls. | 28905893                        |      |
| 53° 1′ 44″ N, 11° 29′ 20″ O | Gartow 32, Landwehr | Über ca. 1,4 km beiderseits der Straße je ein Wall und ein Graben; teilweise verschliffen bzw. unterbrochen. Wall-Br. jeweils 3–5 m, H. bis 1,0 m, Graben-Br. bis 3 m, T. bis 0,5 m. Auf dem Seitenstreifen stehen gut 250 Jahre alte Eichen. Die Landwehr ist etwa im 14. Jh. im Verlauf der Grenze zwischen den Herrschaftsbereichen Lüneburgs und Brandenburgs errichtet worden. Im nördlichen Abschnitt verläuft östlich der Straße heute die Gemeindegrenze. Die Anlage ist vermutlich Teil eines nach Osten ausgerichteten Landwehrsystems, das sich weiter nach Süden fortsetzt (Gartow FStNr. 47).                                       | 35847930/1/-/ 35817850 35847930 | BW   |
| 53° 1′ 49″ N, 11° 27′ 50″ O | Gartow 57, Deich    | Deich an der Seege. Im Westen ab der Gemarkung Brünkendorf (FStNr. 39), von der Gemarkungsgrenze zu Restorf (dort FStNr. 49) entlang des nördlichen Seegeufers bis in den Ort Quarnstedt. Fortsetzung der Deichlinie östlich des Ortes und Gutes Quarnstedt (FStNr. 58). Gartow. | 37759556/1/-/ 35822936 37759556 | BW   |
| 53° 1′ 24″ N, 11° 28′ 39″ O | Gartow 58, Deich    | Laut der Kurhannoverschen Landesaufnahme von 1775 Deichverlauf vom ehemaligen Gut Quarnstedt Richtung Ostsüdost, nach 1200 m nach Nordnordost umknickend. Im Nordosten reichte er bis an ein erhöhtes Gelände, im Westen an den Straßen-Damm zwischen Gut Quarnstedt und Schloss Gartow. | 37759989/1/-/ 35826804 37759989 | BW   |

## Laasche
| Lage                        | Bezeichnung       | Beschreibung | ID                                                | Bild |
| --------------------------- | ----------------- | ------------ | ------------------------------------------------- | ---- |
| 53° 2′ 39″ N, 11° 25′ 17″ O | Laasche 21, Deich |              | 50332531 35851394/1/-/ 35821620 50332531 35851394 | BW   |